# 2014年冬季奧林匹克運動會西班牙代表團
2014年冬季奧林匹克運動會西班牙代表團是西班牙派出的2014年冬季奧林匹克運動會代表團，共有20名運動員參與七項目賽事。

## 外部連結
- Spain at the 2014 Winter Olympics（页面存档备份，存于）